# Ri gua zhong tian
Ri gua zhong tian (日掛中天; Engels: The Sun Rises on Us All) is een toekomstige Chinese dramafilm, geregisseerd en mede geschreven door Cai Shangjun. De hoofdrollen worden vertolkt door Xin Zhilei, Zhang Songwen en Feng Shaofeng.

## Verhaal
De voormalige geliefden Baoshu en Meiyun zijn na een ongeluk van elkaar vervreemd. Zeven jaar later ontmoeten ze elkaar weer en worden ze geconfronteerd met lang vergeten geheimen uit hun verleden.

## Rolverdeling
| Acteur        | Personage |
| ------------- | --------- |
| Xin Zhilei    | Meiyun    |
| Zhang Songwen | Baoshu    |
| Feng Shaofeng |           |

## Productie
Ri gua zhong tian is de vierde speelfilm van de Chinese regisseur Cai Shangjun. Hij schreef het scenario samen met Nianjin Han. De Fransman Matthieu Laclau en de Taiwanees Yann-Shan Tsai waren verantwoordelijk voor de montage.

### Filmopnames
De filmopnames vonden plaats in de zuidoostelijke provincie Guangdong aan de Zuid-Chinese Zee. Onder andere de steden Guangzhou, Shaoguan en Dongguan dienden als filmlocaties. De Zuid-Koreaanse Kim Hyun-seok fungeerde als cameraman.

## Release
Ri gua zhong tian zal op 5 september 2025 in première gaan op het Filmfestival van Venetië in de competitie voor de Gouden Leeuw.

## Prijzen en nominaties
De belangrijkste:
| Jaar | Prijs                    | Categorie    | Genomineerde(n) | Uitslag       |
| ---- | ------------------------ | ------------ | --------------- | ------------- |
| 2025 | Filmfestival van Venetië | Gouden Leeuw | Cai Shangjun    | In afwachting |